# Legorreta
Legorreta es un municipio y localidad española de la provincia de Guipúzcoa, en la comunidad autónoma del País Vasco. El término municipal, parte de la comarca del Goyerri, cuenta con una población de 1449 habitantes (INE 2024).

## Geografía
Integrado en la comarca de Goyerri, se sitúa a 36 kilómetros de la capital donostiarra. El término municipal está atravesado por la autovía del Norte N-I entre los pK 425 y 427. 
Legorreta se asienta sobre un terreno de predominantemente montañoso, entre cuyas elevaciones discurren arroyos tributarios del río Oria, el cual atraviesa el municipio, dibujando un amplio meandro que envuelve su casco urbano. La altitud del territorio oscila entre los 532 metros en la zona más montañosa del norte y los 115 metros a orillas del río Oria. El pueblo se alza a 119 metros sobre el nivel del mar. 
| Noroeste: Bidegoyan (exclave) y Régil (exclave) | Norte: Albístur y Tolosa | Noreste: Tolosa                |
| Oeste: Itsasondo                                |                          | Este: Ikaztegieta              |
| Suroeste: Isasondo                              | Sur: Alzaga y Baliarrain | Sureste: Orendáin y Baliarrain |

## Historia
Hacia mediados del siglo XIX, el lugar, ya por entonces con ayuntamiento propio, tenía contabilizada una población de 582 habitantes. Aparece descrito en el décimo volumen del Diccionario geográfico-estadístico-histórico de España y sus posesiones de Ultramar de Pascual Madoz con las siguientes palabras:

LEGORRETA: v. con ayunt. en la prov. de Guipúzcoa, part. jud. de Tolosa (2 leg.), aud. terr. de Burgos (30), c. g. de las Provincias Vascongadas (á Vitoria 12), dióc. de Pamplona (10); vota en 46.° lugar con 11 fuegos en las juntas generales de prov.: sit. en llano en el camino real de Madrid á Francia, entre 2 montes muy proximos, aunque no muy elevados, que dominan por E. y O.; clima templado y sano. Tiene poco mas de 20 casas que constituyen el casco de la v., y forman una plaza y una calle que es parte de la carretera, 2 palacios llamados Oriaz y Torrea y sit. á la der. de la misma, casa de ayunt., cárcel y sobre 60 cas. dispersos: hay escuela concurrida por 30 alumnos de ambos sexos, y dotada con 3,000 rs.; igl. parr. (San Salvador), de segundo ascenso servida por 1 rector, 2 beneficiados y 1 sacristan, y cementerio contiguo á la igl. De las 4 ermitas que antes existian, solo quedan 2 en la actualidad, dedicadas á San Miguel y á Ntra. Sra. de Guadalupe; para beber y demas usos se aprovechan las aguas de 2 fuentes que hay á la entrada y salida del pueblo. El térm. se estiende 1 1/2 leg. de N. á S., y 2 de E. á O., y confina N. Icazteguieta; E. Alzaga; S. Isasondo, y O. Beizama. El terreno es arcilloso y le baña el r. Oria: los montes se hallan poblados de robles, hayas, castaños, argomas y otras matas bajas, no faltan canteras ni prados naturales. El camino real está en muy buen estado. El correo se recibe de Tolosa. prod.: trigo, maiz, lino, varias frutas y legumbres; cria ganado vacuno y lanar; hay caza de liebres y perdices en poca cantidad, y se pescan truchas y barbos. ind.: ademas de la agricultura 2 molinos harineros y una ferreria. pobl.: 111 vec, 582 almas. riqueza y contr. (V. Tolosa, part. jud.) El presupuesto municipal asciende á 5,754 rs., que se cubren con el impuesto sobre el vino y la renta de la posada.
(Madoz, 1847, p. 124)

## Demografía
Legorreta cuenta con una población de 1449 habitantes (INE 2024).
| Gráfica de evolución demográfica de Legorreta entre 1842 y 2021                                                     |
| |
| Población de derecho según los censos de población del INE Población de hecho según los censos de población del INE |

## Administración y política
| Partido político                                              | 2015  | 2015       | 2011  | 2011       | 2007  | 2007       | 2003        | 2003        | 1999    | 1999       | 1995  | 1995       |
| Partido político                                              | %     | Concejales | %     | Concejales | %     | Concejales | %           | Concejales  | %       | Concejales | %     | Concejales |
| Euskal Herria Bildu (EH Bildu)-Bildu                          | 46,93 | 5          | 54,28 | 5          | —     | —          | —           | —           | —       | —          | —     | —          |
| Euzko Alderdi Jeltzalea-Partido Nacionalista Vasco (EAJ-PNV)  | 44,88 | 4          | —     | —          | 39,22 | 4          | 81,09       | 8           | 47,58   | 5          | 53,41 | 5          |
| Partido Socialista de Euskadi-Euskadiko Ezkerra (PSE-EE PSOE) | 2,56  | 0          | 2,28  | 0          | 3,03  | 0          | 10,31       | 1           | 5,79    | 0          | —     | —          |
| Legorreta Bizirik (LB)                                        | —     | —          | 39,45 | 4          | —     | —          | —           | —           | —       | —          | —     | —          |
| Partido Popular del País Vasco (PP)                           | —     | —          | 1,71  | 0          | 2,36  | 0          | 6,25        | 0           | 4,49    | 0          | —     | —          |
| Eusko Abertzale Ekintza-Acción Nacionalista Vasca (EAE-ANV)   | —     | —          | —     | —          | 44,88 | 5          | —           | —           | —       | —          | —     | —          |
| Eusko Alkartasuna (EA)                                        | —     | —          | —     | —          | 8,72  | 0          | Con PNV     | Con PNV     | Con PNV | Con PNV    | 18,29 | 2          |
| Euskal Herritarrok (EH)-Herri Batasuna (HB)                   | —     | —          | —     | —          | —     | —          | Ilegalizado | Ilegalizado | 38,96   | 4          | 24,02 | 2          |

## Patrimonio

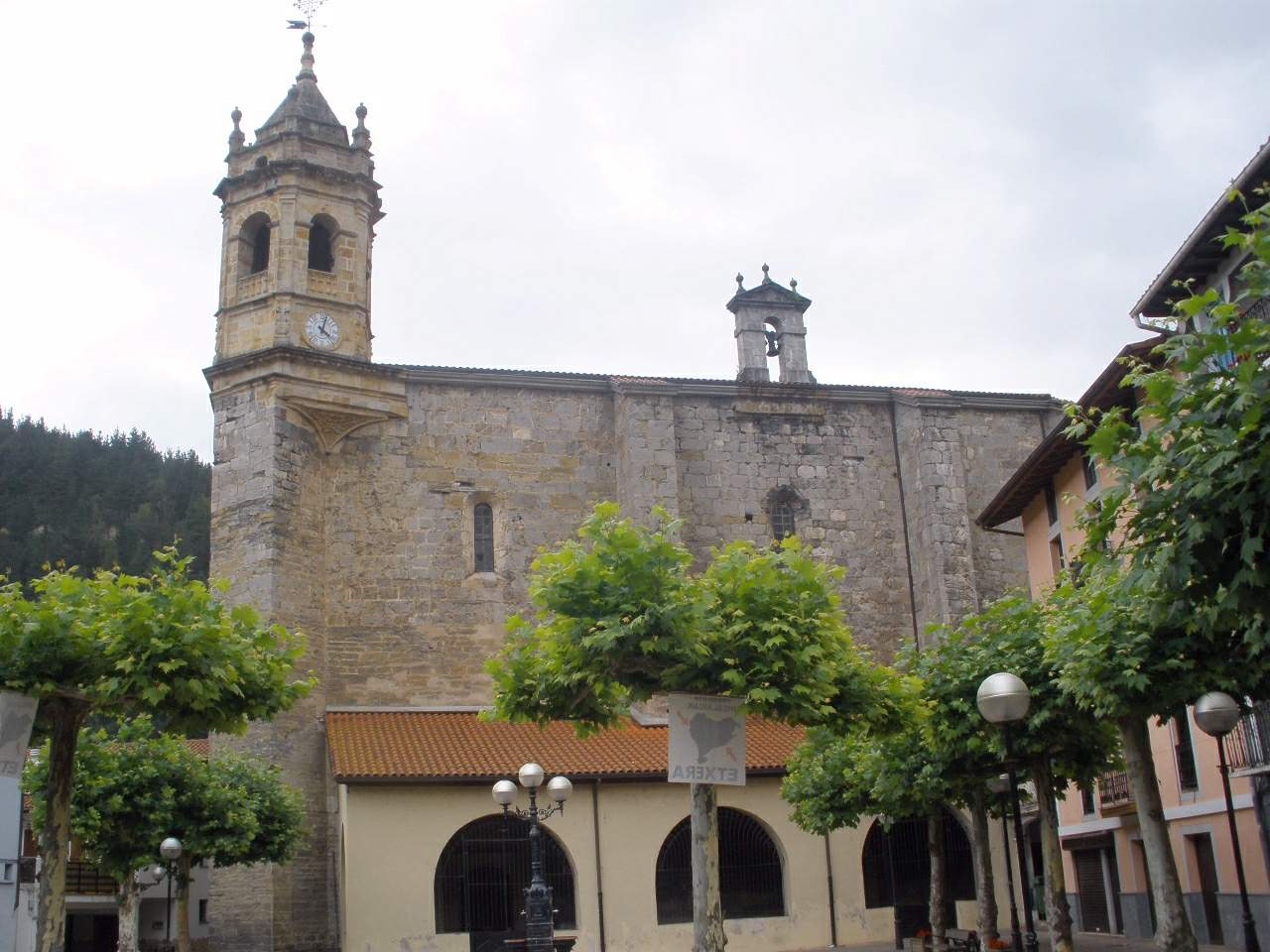
Iglesia de San Salvador

Hay en el lugar una iglesia de San Salvador.